# Гіцгофен
Гіцгофен (нім. Hitzhofen) — громада в Німеччині, розташована в землі Баварія. Підпорядковується адміністративному округу Верхня Баварія. Входить до складу району Айхштет.
Площа — 33,82 км2. Населення становить 2989 ос. (станом на 31 грудня 2020).